# انسان‌گرایی رنسانس

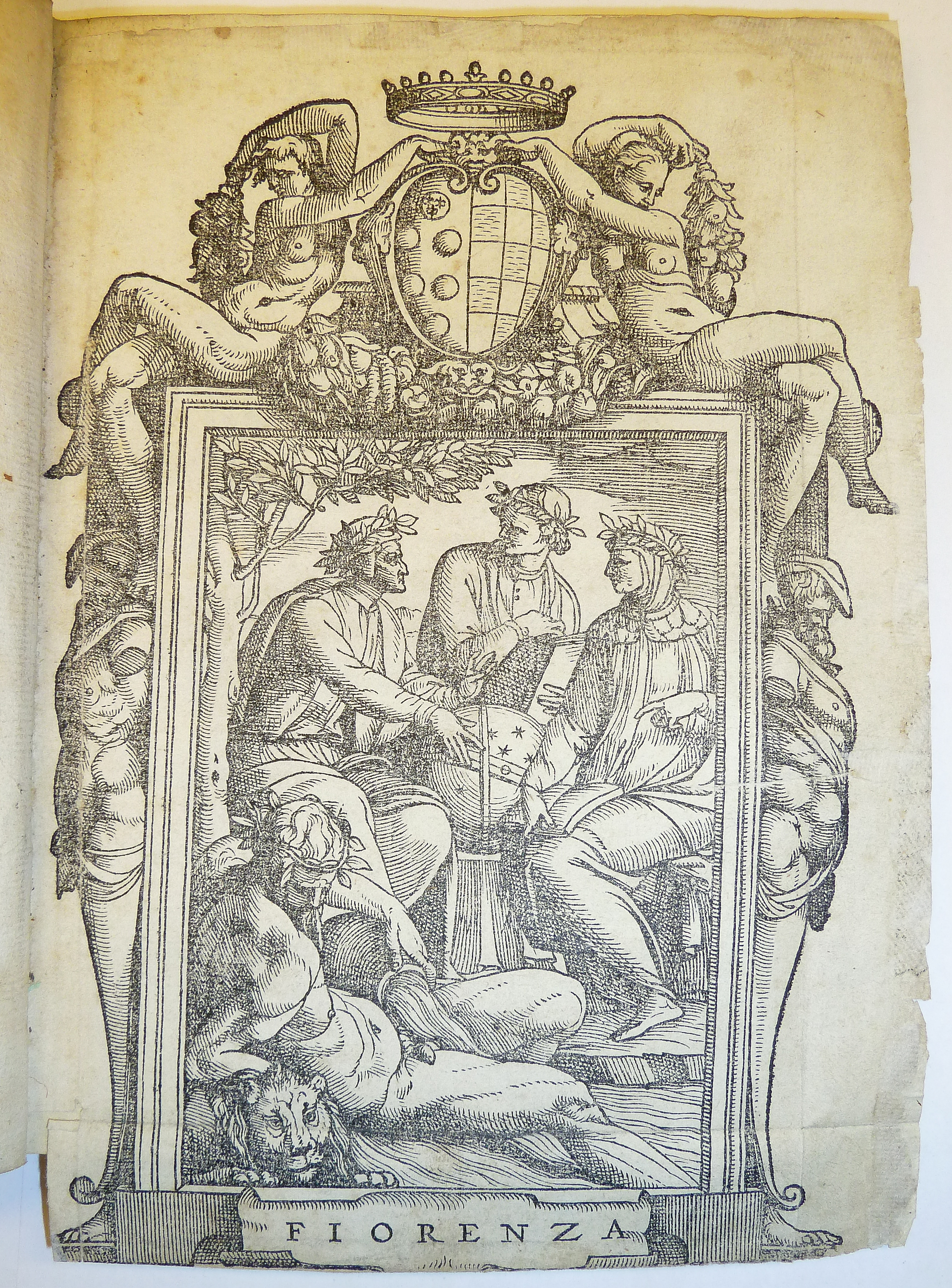
دیباچه کتاب که دانته آلیگیری را ترسیم کرده، به همراه پترارک، بوکاچیو، و دستان مدیچی و خانواده تولدو در قسمت بالا.

انسان‌گرایی رنسانس (به انگلیسی: Renaissance humanism)، احیای مطالعات اروپای دوران قدیم بود، نخست در ایتالیا و سپس در سراسر اروپای غربی در قرون چهاردهم، پانزدهم و شانزدهم میلادی. در جریان این دوره اصطلاح انسان‌گرا (به ایتالیایی: umanista) به استادان و شاگردان علوم انسانی گفته می‌شد، که معروف به studia humanitatis بود و شامل دستور زبان، بلاغت، تاریخ، شعر و فلسفه اخلاق می‌گردید. اصطلاح انسان‌گرایی بعد از قرن نوزدهم میلادی رایج شد و به جای اصل آن یعنی «علوم انسانی» به‌کار رفت و چندی بعد پس‌نام انسان‌گرایی رنسانس به آن اضافه شد تا این حوزه از پیشرفت‌های پسین در عرصه علوم انسانی مجزا گردد. در جریان دوره رنسانس بیشتر انسان‌گراها مسیحی بودند، از این‌رو دغدغه آن‌ها «خالص سازی و تجدید مسیحیت» بود، نه این‌که انسان‌گرایی را از مسیحیت جدا سازند. رؤیای آن‌ها این بود تا مسیحیت را به «منبع اصلی خود» و به سادگی عهد جدید بازگردانند و پیچیدگی‌های الهیات قرون وسطایی را از میان بردارند. برخلاف آن، امروزه اصطلاح انسان‌گرایی دلالت بر «یک دید جهانی دارد که هستی یا ارتباط خدا را رد می‌کند، یا دیدی که متعهد به دورنمای کاملاً سکولار است».
انسان‌گرایی رنسانس پاسخی بود به آنچه که بعدها «مورخین ویگی» آن را «فضل‌فروشی تنگ‌نظرانه» فلسفه مدرسی قرون وسطایی عنوان کردند. انسان‌گراها تلاش نمودند تا شهروندی بسازند که قادر باشد به‌طور شیوا و واضح صحبت کند و بنویسد و در نتیجه این توانایی را به‌دست بیاورد تا در زندگی مدنی اجتماع‌های خود سهیم شده و دیگران را در راستای انجام اعمال فضیلت‌مند و مصلحت‌آمیز قانع بسازد. در حالی‌که انسان‌گرایی توسط یک گروه نخبه کوچک که به کتاب و تعلیم دسترسی داشتند ایجاد شده بود، اما هدف آن تبدیل شدن به نوعی از فرهنگ بود تا روی تمام جامعه تأثیر بگذارد. انسان‌گرایی برنامهٔ بود برای احیای میراث فرهنگ، میراث سواد و فلسفه اخلاقی اروپای عصر باستان.
مراکز مهم انسان‌گرایی در شهرهای فلورانس، ناپل، رم، ونیز، جنوآ، منتووا، فرارا و اوربینو تأسیس شده بود.

## تعریف
در یک تعریف کلی، پروژه انسان‌گراهای رنسانس ایتالیای در قرن چهاردهم و پانزدهم میلادی studia humanitatis بود: مطالعه علوم انسانی. این پروژه به دنبال بازیابی فرهنگ یونان و روم باستان از طریق ادبیات و فلسفه خود بود تا با استفاده از این احیای فرهنگ عصر باستان، طبقه حاکم را با رویه‌های اخلاقی باستان سرشار نماید. پروژهٔ که جیمز هانکنز آن را یک «سیاست فضیلت» می‌نامد. اما این‌که این مطالعه علوم انسانی شامل چه بحث‌های بود یک موضوع مورد بحث است. از نظر یکی از پژوهشگران این جنبش:
انسان‌گرایی اولیه ایتالیایی، که در بیشتر ابعاد خود به سنت‌های مرتبط به دستور زبان و بلاغت سده‌های میانه ادامه داد، نه تنها این‌که به تریوییم کهنه یک نام جدید و جاطلبانه تر بخشید (Studia humanitatis) بلکه در واقع محدوده، محتوا و اهمیت آن را در نصاب تعلیمی مکاتب و دانشگاه‌ها و در محصولات ادبی گسترده خود، افزایش داد. مطالعات علوم انسانی منطق را مستثنی نمود، اما آن‌ها نه تنها تاریخ، زبان یونانی و فلسفه اخلاق را در دستور زبان و بلاغت اضافه نمودند بلکه شعر را، که زمانی بخش مهمی از دستور زبان و بلاغت بود، به‌عنوان مهم‌ترین عضو گروه کلی تلقی کردند.
با این حال، بنجامین جِی. کول هنگام تحقیق نمودن این تعریف در مقاله خود تحت عنوان «مفهوم متغیر مطالعات علوم انسانی در دوره عصر رنسانس اولیه» به معانی گوناگونی که این اصطلاح در طول دوره خود داشته‌است می‌پردازد:
در حدود اواسط قرن چهارم میلادی زمانی‌که این اصطلاح برای نخستین بار در میان روشن‌فکران ایتالیایی به‌کار برده شد، اشاره به یک متن بسیار مشخص داشت: تحسین کردن رویه‌های فرهنگی و اخلاقی که در رساله دفاع از آرکیاس اثر سیسرون (۶۲ قبل از میلاد) ذکر شده بود. کولوتشیو سالوتاتی انسان‌گرای اهل توسکان در دهه ۷۰ قرن چهاردهم میلادی این اصطلاح را به شهرت رساند و آن را برای اشاره به فرهنگ و آموزش به عنوان راهنمای زندگی اخلاقی، با تمرکز بر بلاغت و خطابه، به‌کار برد. پس از گذشت چندین سال، وی این اصطلاح را به‌طور مشخص برای تحسین ادبی هم عصران خود استفاده کرد، اما بعدتر مطالعات علوم انسانی را به عنوان وسیلهٔ برای ویراستاری و بازگرداندن متون باستانی و حتی درک دست‌نوشته‌ها و سایر ادبیات الهی می‌دانست. اما بعد از آغاز کواتروچنتو (قرن پانزدهم میلادی) بود که مطالعات علوم انسانی به یک رشته آکادمیک مشخص نسبت داده شد، زمانی‌که پیر پاولو ورگیریو در اثر خود تحت عنوان ingenuis moribus روی اهمیت بلاغت، تاریخ و فلسفه اخلاقی به عنوان وسیلهٔ برای بهبود اخلاقی تأکید نمود. در نیمه قرن پانزدهم، این اصطلاح بیشتر به‌طور رسمی مورد پذیرش قرار گرفته بود، چون این اصطلاح در شهرهای بولونا و پاودا برای ارجاع به رشته‌های دانشگاهی که این اصول و هم‌چنین شعر لاتین در آن تدریس می‌شد به‌کار می‌رفت، قبل از این‌که به سمت شمال و در سراسر ایتالیا گسترش یابد. اما نخستین باری که مطالعات علوم انسانی دستور زبان، بلاغت، تاریخ، شعر و فلسفه اخلاقی را به‌صورت یک‌جا در بر می‌گیرفت زمانی بود که نیکلاس پنجم/ توماسو پرنتوچلی با توصیه‌های در مورد کلکسیون کتاب‌خانه‌اش به کوزیمود د مدیچی نوشت که، «یک شخص می‌تواند ببیند که مطالعه انسانیت [علوم انسانی] شامل دستور زبان، بلاغت، تاریخ و شعر و هم‌چنین اخلاقیات است».‏ بنابرین، اصطلاح مطالعات علوم انسانی طی قرن‌ها به معانی مختلفی به‌کار برده شده و توسط انسان‌گراها در سراسر شهرهای ایتالیا به‌گونه متفاوت استفاده گردیده‌است، تا این‌که یک تعریف پذیرفته شد و در سراسر کشور گسترش یافت. اما هنوز هم این اصطلاح برای اشاره به نحوه آموزش رسمی یا غیررسمی که منتج به تعالی اخلاقی فرد می‌گردد گفته می‌شود.

## منشأ
جو فرهنگی در سال‌های آخر قرن سیزدهم میلادی و در دهه نخست قرن چهاردهم میلادی در برخی کشورهای اروپایی در حال تغییر بود. کشف مجدد، مطالعه و تجدید اشتیاق به نویسندگانی که به فراموشی سپرده شده بودند و به دنیای باستانی که این نویسندگان از آن نمایندگی می‌کردند، موجب یک بازگشت مترقی به مدل‌های زبان، سبک و ادبیات عصر باستان گردید. خودآگاهی برای نیاز به تجدید فرهنگی پدیدار شد، که بعضاً به معنی جدا شدن از فرهنگ معاصر همان زمان نیز بود. تقاضا برای دست‌نوشته‌ها و سنگ‌نوشته‌ها بسیار بالا بود و مدل‌های گرافیکی نیز تقلید می‌گردید. «بازگشت به باستانی‌ها» جزء اصلی به اصطلاح «قبل از انسان‌گرایی» بود، که به‌ویژه در توسکانی، منطقه ونتو و حیاط پاپی اوینیون از طریق کارهای شخصیت‌های چون لواتو لواتی و البرتینو موساتو در پادوا، لاندولفو کولونا در اوینیون، فیریتو فیریتی در ویسنزا، کانوینیولی اهل پراتو در توسکانی و سپس در اویگنون و دیگر افراد توسعه داده شد.